# Olivier Bloch
Olivier Bloch (Paris, 1 de maio de 1930 - 18 de novembro de 2021, Orléans.) foi um filósofo francês e professor emérito de história da filosofia na Universidade Paris 1 Panthéon-Sorbonne.

## Biografia
Nascido em uma família de advogados, Olivier Bloch estudou em Paris no liceu Carnot e no Janson-de-Sailly. Estudante do hypokhâgne e do khâgne no lycée Louis-le-Grand (1947-1949), ele foi também estudante em ENS-Ulm (1949-1954), e obteve sua agregação em 1954. Foi assistente de 1962 à 1967, mestre assistente de filosofia na Sorbonne, e logo após na Université Paris 1 Panthéon-Sorbonne de 1967 à 1971.
Bloch obteve seu doutorado em 1970. Sua tese foi orientada por Henri Gouhier e tinha como título La Philosophie de Gassendi – Nominalisme, matérialisme et métaphysique (A filosofia de Gassendi: Nominalismo, materialismo e metafísica).
Ocupou em seguida as funções de diretor do UER de filosofia na Paris-1 de 1980 à 1983, e de diretor do CHSPM de 1983 e 1995.
Foi professor na Universidade de Sorbonne em Paris, e depois na Universidade Paris 12-Val de Marne, em Créteil, e por fim na Universidade Paris 1 Panthéon-Sorbonne. Tornou-se professor emérito em 1995.
Bloch foi membro fundador do Comité internacional de iniciativa para o inventário de manuscritos filosóficos clandstinos do século XVII e XVIII. Foi também fundador da revista La Lettre Clandestine.

## Pesquisa
Sua pesquisa se ocupava da história do pensamento materialista na Antiguidade e na Modernidade, como também da tradição libertina e clandestina nos séculos XVII e XVIII.

## Publicações
- Un bouquet de fleurs du mal. Anthologie de textes matérialistes d'Aristote à Marx, Pocket, 2019.
- Molière : comique et communication, Le Temps des cerises, 2009 .
- L'Idée de révolution : quelle place lui faire au XXIe siècle ?, sous la direction d'Olivier Bloch, Publications de la Sorbonne, 2009.
- Lettres à Sophie - Lettres sur la Religion, Sur l’âme humaine, et Sur l’existence de Dieu, (éd. critique), Honoré Champion, 2004.
- Molière/Philosophie, Albin Michel, 2000.
- Matière à Histoires, Vrin, 1997.
- Le Matérialisme, PUF, "Que sais-je ?", 1995.
- Parité de la vie et de la mort – La Réponse du médecin Gaultier, Voltaire Foundation et Universitas, 1993.
- Spinoza au XVIII, Les Méridiens-Klincksieck, 1990.
- Le Matérialisme du XVIII et la littérature clandestine, Vrin, 1982.
- Images au XIX du matérialisme du XVIII, Desclée, 1979.
- La Philosophie de Gassendi - Nominalisme, matérialisme et métaphysique, Nijhoff, 1971.